# The Divine Spark
The Divine Spark è un film del 1935 diretto da Carmine Gallone.
Ḕ la versione inglese del film italiano Casta Diva, diretto sempre da Gallone ma con Sandro Palmieri nel ruolo di Vincenzo Bellini. La storia racconta una vicenda (inventata) di un amore del musicista catanese che, per una ragazza napoletana, scrive Casta Diva.

## Produzione
Il film fu prodotto dall'Alleanza Cinematografica Italiana (A.C.I.)

## Distribuzione
Distribuito dalla Gaumont British Distributors, il film uscì nelle sale cinematografiche britanniche nel giugno 1935. In Germania, dove uscì nell'ottobre 1935, venne distribuito con il titolo Maddalena.